# Revenant
Revenant je v mytologii a folklóru oživené mrtvé tělo, které přichází do kontaktu s živými. Slovo je odvozeno od latinského revenire („navracet se“) a používá se především ve francouzštině a angličtině, v češtině je jeho užívání řidší. Částečně mu odpovídá slovo umrlec, ale také strašidlo. Slova jako přízrak, duch nebo stín označují na rozdíl od hmotného revenanta či umrlce spíše nehmotné bytosti a zjevení. Ve fantasy literatuře se užívá spíše slova nemrtvý, které však může také označovat nehmotná stvoření. O strachu z návratu mrtvých svědčí již nálezy svázaných těl z mezolitu, názor, že stejný důvod mělo spalování mrtvých, je však mylný. Přesvědčení, že neobvyklá smrt je příčinou posmrtného bloudění, je u Indoevropanů obecně rozšířena.

## Vznik
Revenanti se zpravidla stávají z osob, které žily hříšným životem (lakomci, podvodníci, prostopášníci, karbaníci, čarodějnice atd.), nebo které ze života odešly nezvyklou cestou (zavraždění, popravení, utonulí, sebevrazi, ženy zemřelé při porodu), případně osoby, které byly proklety, uhranuty nebo očarovány (ať už za života nebo po smrti). Méně častí jsou revenanti – osoby, které nenašly pokoje, protože mají ještě na světě cosi vykonat (pomstít se, odměnit něčí laskavost, postarat se o potomky apod.).
Bytosti se zjevují na určitých místech, buď spojených s úmrtím (hřbitov, kostel, místo, kde došlo k úmrtí, popraviště), anebo na místě, kde se v minulosti vyskytovalo mnoho lidí (rozcestí, náměstí) – věřilo se totiž, že duše lidí, kteří tudy prošli, zde nechávají jakousi stopu, která podporuje zjevování nemrtvých. Mnoho druhů revenantů nemůže vstoupit do domu, práh pro ně představuje nepřekonatelnou hranici – někdy mrtvola leží v domě, ale její duch obchází pouze venku. Jiní mohou vstoupit jen na pozvání a ještě jiní nejsou z okna domu vidět, ač lidé venku je vidí. Jen pro malé množství nemrtvých není domovní práh žádnou překážkou. I vůči jiným hranicím v krajině bývají citliví – někteří nemrtví nemohou překročit tekoucí vodu. Někdy jsou omezeni na hranice panství nebo nemohou vstoupit do kostela. Kromě toho jim škodí posvěcené předměty. Hlas zvonu, úsvit nebo kohoutí zakokrhání je často změní v prach.
Revenanti se zjevují v určitou denní dobu, nejčastěji o půlnoci, ale někdy třeba jen jednu noc v roce, nebo dokonce jen jednou za sto let. Také vidět zemřelé může často jen určitá osoba – člověk narozený o půlnoci, v neděli, na Štědrý den, prosťáček, dítě apod. Někdy dokonce zemřelého vidí jen zvířata – psi, kočky, koně. Velmi často nejsou nemrtví vidět, ale pouze slyšet, nebo člověk jen cítí jejich přítomnost. Občas se také objevují fotografie, na níž je údajně zobrazen nemrtvý, který při fotografování nebyl vidět.
Často se revenanti zjevují pouze ve snu, což je psychologicky pochopitelné, ale ve středověku byl takovým snům přikládán velký význam. Jedno vidění nemrtvého popisuje i Karel IV. ve svém životopise Vita Caroli: Jedné noci po hostině Karel odpočíval ve své komnatě, když náhle slyšel tajemné kroky v místnosti a potom cosi vrhlo zlatý pohár přes celou místnost. Karel výslovně upozorňuje, že se nejednalo o sen. Tuto vidinu můžeme zřejmě přisoudit alkoholovému opojení po hostině a blížícímu se spánku.
Nemrtví mohou mluvit i přesto, že u některých už stádium rozkladu pokročilo natolik, že nemají hlasivky. Mívají ovšem specifický hlas, dutý, puklý, sípavý nebo naopak nesmírně hlasitý a strašný. Někdy komunikují pouze myšlenkami.

## Opatření proti návratu zemřelých
Lidé se návratům zemřelých většinou snažili zabránit, k čemuž se užívaly různé magické praktiky:
- mrtvoly se za tímto účelem všelijak mrzačily, svazovaly, zavalovaly kamením, pohřbívaly vleže na břiše,
- pohřební rituály často rovněž obsahují prvky, které mají návratu mrtvých zamezit,
- když člověk zemře v místnosti, má se rychle otevřít okno, aby duše mohla odletět,
- když vynášejí rakev z domu, má se za ní vylít konev vody,
- kdo první hodí lopatu hlíny na rakev, nad tím nemá zemřelý žádnou moc,
- na dveře domu se mají křídou nakreslit tři kříže,
- v Estonsku panoval zvyk za každého zemřelého v domě zatlouct do prahu hřebík – ten měl jednak zabránit návratům zemřelého, ale také ho navždy připomínat.[7]

## Starověký Řím
V Římě byli nebožtíci považováni za nečisté a nebezpečné a mohli být příčinou nemocí, šílenství i posedlosti. Nazývali se larvae či lemures a největší skupinu z nich tvořili lidé, kteří zemřeli indeplorati („neoplakávání“), tedy ti, kterým se nedostalo řádného pohřbu. Takový pohřeb nebyl poskytnut například zločincům a sebevrahům. Překážkou odchodu do podsvětí bylo také zavraždění, zmrzačení těla nebo zásah bleskem. Mrtví se mezi lidi vraceli především o svátku Lemuria slaveném 9., 11. a 13. května a svátku Laralia v prostředku zimy. Kromě rituálů spojených s těmito svátky proti mrtvým chránily amulety, zaříkávadla a zažehnávání.

## Germáni
O strachu Germánů z mrtvých informuje již ve 2. století Tacitus:
| „ | „Bídáci a zbabělci, lidé ničemných mravů, jsou pohřbíváni do bažiny; na jejich těla se hází proutí.“ | “ |

Existenci takových pohřbů dokládají i archeologické nálezy a poslední historická zmínka o jejich provedení pochází roku 1447 z normanského města Countances. Strach vyvolávali i sebevrazi, a Frankové uřezávali hlavy padlým nepřátelům aby se nemohli pomstít. I pro jiné druhy nezvyklé smrti, například utonulé, zavražděné, zemřelé při porodu nebo v den své svatby, existovaly zvláštní rituály a obyčeje, které měly zabránit návratu zemřelých.

## Křesťanství
Tertullián ve 3. století a Aurelius Augustinus v 5. století zpravidla odmítají předkřesťanské představy o vracejících se mrtvých jako pověry. Zjevení mrtvých nebo pohyb jejich těl však někdy vykládají jako dílo Boha či andělů nebo naopak jako iluze vyvolané ďáblem, v každém případě tyto jevy podle nich nemají nic společného se samotným zemřelým. Duše zemřelého podle Augustina je již na onom světě a její přítomnost mezi živými není možná. Již Řehoř Veliký v 6. století uvádí ve svém díle Dialogy řadu anekdot a exempel, v kterých se zjevují mrtví a varují živé před hříchem. Názor, že mrtví se vracejí do světa živých kvůli odpykání své viny, se už velmi blíží předkřesťanským představám. V 10. století se v křesťanském světě rozvinul kult mrtvých, kdysi potlačovaný, což se projevilo například zavedením Památky zesnulých. V podstatě se tedy ujala interpretace, že mrtvý se navrací proto, aby za spásu jeho duše byly konány zádušní mše a modlitby. Křesťanské učení tak nakonec dokázalo vysvětlit zjevení mrtvých jako nehmotných fantomů, ne však tělesných návrativších se mrtvých. Tyto bytosti byly proto zpravidla vykládány podle vlivem myšlenek Tertulliána a Augustina jako mrtvoly posedlé ďábly.